# 9,5 millimetri

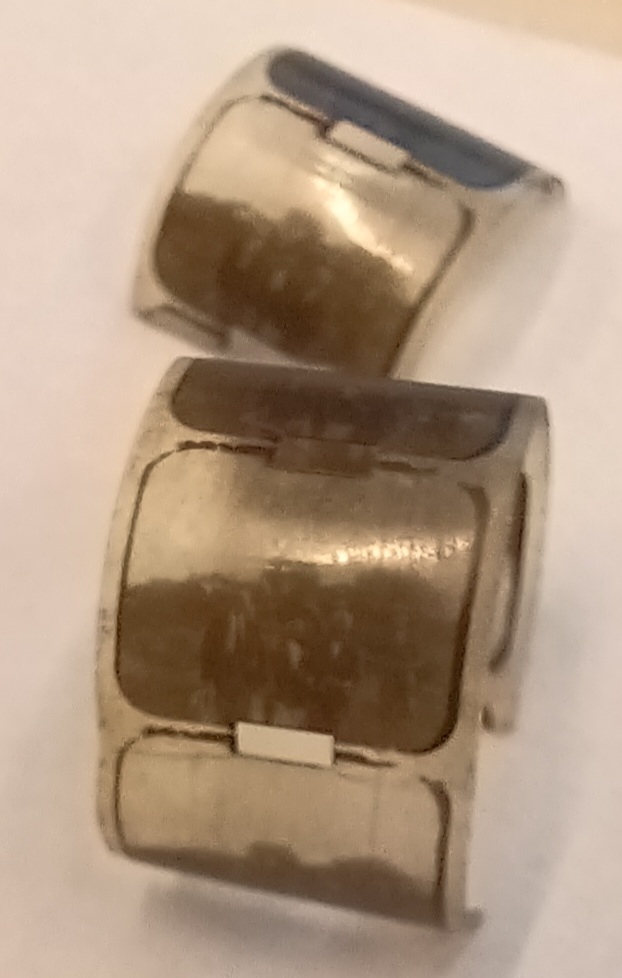
Frammento di pellicola in formato Pathè Baby 9,5mm, parte di un filmato amatoriale.

Il 9,5 mm (detto anche Bioframe) è un formato cinematografico prodotto dalla ditta francese Pathé, che lo lanciò sul mercato con il nome di Pathé Baby nel 1922.
Il formato utilizza una singola perforazione centrale (un foro della ruota dentata) tra ogni coppia di fotogrammi, in contrasto con la pellicola da 8 mm, che ha le perforazioni lungo il bordo, e la maggior parte degli altri formati di pellicola, che hanno perforazioni su ciascun lato dell'immagine. Il foro singolo ha consentito di utilizzare più pellicola per l'immagine reale, e in effetti l'area ha quasi le stesse dimensioni di una pellicola da 16 mm. La perforazione è invisibile agli spettatori, poiché l'otturatore intermittente blocca la luce mentre questa entra in azione. In genere le pelliccole sono avvolte in caricatori da 120 metri.
È opportuno dire che il formato 9,5 mm non ottenne mai un grande successo in Italia, anche se sono tuttora disponibili alcuni tipi di pellicola vergine (da Color City in Francia). I rari utilizzatori di questo tipo di pellicola sono alcuni cineamatori. Ci sono club in Francia, Spagna, Inghilterra e anche negli Stati Uniti.
All'epoca della sua diffusione, e fino all'inizio degli anni 1930, questo tipo di pellicola fu spesso utilizzato come formato per proiezioni in luoghi o in circoli privati, ed in questo formato vennero ristampati numerosi film famosi.